# Io ti conosco (singolo)
Io ti conosco è un singolo del cantante italiano Gianmaria e della cantante italiana Madame, pubblicato il 24 novembre 2023.

## Descrizione
Il brano è stato scritto dai due artisti e prodotto da Antonio Filippelli e Bias. Gianmaria ha raccontato la nascita del brano:

## Tracce
Testi e musiche di Gianmaria Volpato, Nicolas Biasin, Francesca Calearo.
1. Io ti conosco – 3:06

## Classifiche
| Classifica (2023) | Posizione massima |
| ----------------- | ----------------- |
| Italia            | 75                |